# A Broken Frame
A Broken Frame (en español, Un armazón roto) es el segundo álbum del grupo inglés de música electrónica, Depeche Mode (David Gahan, Martin Gore, Andrew Fletcher), producido y publicado en 1982.
Fue producido por el grupo y Daniel Miller. Todos los temas fueron escritos por Martin Gore.
Con motivo del disco, Depeche Mode realizó durante 1982-83 la gira Broken Frame Tour, con Alan Wilder como músico de apoyo. Publicado tras la salida de Vince Clarke un año antes, fue el primer álbum en que el grupo apareció como trío.

## Listado de canciones
El álbum apareció en tres formatos, el estándar en disco de vinilo, en casete de cinta magnética de audio y por último en disco compacto, aunque lo notable fueron las diferencias de contenido entre los lanzamientos europeos y norteamericanos. Posteriormente y en la actualidad se le encuentra en streaming.
Edición europea en LP
| Lado A |                    |          |  |
| N.º    | Título             | Duración |  |
| 1.     | «Leave in Silence» | 4:48     |  |
| 2.     | «My Secret Garden» | 4:46     |  |
| 3.     | «Monument»         | 3:14     |  |
| 4.     | «Nothing to Fear»  | 4:16     |  |
| 5.     | «See You»          | 4:33     |  |

| Lado B |                            |          |  |
| N.º    | Título                     | Duración |  |
| 1.     | «Satellite»                | 4:43     |  |
| 2.     | «The Meaning of Love»      | 3:06     |  |
| 3.     | «A Photograph of You»      | 3:05     |  |
| 4.     | «Shouldn't Have Done That» | 3:13     |  |
| 5.     | «The Sun & the Rainfall»   | 5:05     |  |

Edición americana en LP
El primer tema aparece en su versión larga y además se agregó el instrumental de una de las canciones.

| Lado A |                                    |          |  |
| N.º    | Título                             | Duración |  |
| 1.     | «Leave in Silence» (versión larga) | 6:28     |  |
| 2.     | «My Secret Garden»                 | 4:46     |  |
| 3.     | «Monument»                         | 3:14     |  |
| 4.     | «Nothing to Fear»                  | 4:16     |  |
| 5.     | «See You»                          | 4:35     |  |

| Lado B |                                            |          |  |
| N.º    | Título                                     | Duración |  |
| 1.     | «Satellite»                                | 4:43     |  |
| 2.     | «The Meaning of Love»                      | 3:06     |  |
| 3.     | «My Secret Garden» (Further Excerpts from) | 4:23     |  |
| 4.     | «A Photograph of You»                      | 3:04     |  |
| 5.     | «Shouldn't Have Done That»                 | 3:10     |  |
| 6.     | «The Sun & the Rainfall»                   | 5:02     |  |

Edición americana en CD
Apareció hasta 1987, es una reproducción de la versión en LP para esa región del mundo.

| A Broken Frame |                                            |          |  |
| N.º            | Título                                     | Duración |  |
| 1.             | «Leave in Silence» (versión larga)         | 6:28     |  |
| 2.             | «My Secret Garden»                         | 4:46     |  |
| 3.             | «Monument»                                 | 3:14     |  |
| 4.             | «Nothing to Fear»                          | 4:16     |  |
| 5.             | «See You»                                  | 4:35     |  |
| 6.             | «Satellite»                                | 4:40     |  |
| 7.             | «The Meaning of Love»                      | 3:04     |  |
| 8.             | «My Secret Garden» (Further Excerpts from) | 4:23     |  |
| 9.             | «A Photograph of You»                      | 3:04     |  |
| 10.            | «Shouldn't Have Done That»                 | 3:10     |  |
| 11.            | «The Sun & the Rainfall»                   | 5:02     |  |

Edición europea en CD
Apareció hasta 1989, es reproducción de la versión original en LP.

| A Broken Frame |                            |          |  |
| N.º            | Título                     | Duración |  |
| 1.             | «Leave in Silence»         | 4:48     |  |
| 2.             | «My Secret Garden»         | 4:46     |  |
| 3.             | «Monument»                 | 3:14     |  |
| 4.             | «Nothing to Fear»          | 4:16     |  |
| 5.             | «See You»                  | 4:33     |  |
| 6.             | «Satellite»                | 4:43     |  |
| 7.             | «The Meaning of Love»      | 3:06     |  |
| 8.             | «A Photograph of You»      | 3:05     |  |
| 9.             | «Shouldn't Have Done That» | 3:13     |  |
| 10.            | «The Sun & the Rainfall»   | 5:05     |  |

Edición en casete
Las correspondientes ediciones en casete de cinta magnética de audio reproducen el contenido de las ediciones en LP, incluso la distribución en sus lados es la misma, pero la edición americana en este formato es la única que contuvo la versión original de Leave in Silence para ese lado del mundo. Estas ediciones, como el propio formato, actualmente ya no están disponibles.

## Créditos
Martin Gore - sintetizadores y segunda voz.
David Gahan - voz principal; solo el tema Shouldn't Have Done That es cantado a dueto con Gore.
Andrew Fletcher - sintetizador. Tiene participación vocal en Leave in Silence, See You, The Meaning of Love y en The Sun & the Rainfall.
Daniel Miller - producción.
John Fryer y Eric Radcliffe - ingeniería.
Alan Wilder - sintetizador adicional; en realidad ni siquiera aparece acreditado.
Brian Griffin - fotografía de portada.
Martyn Atkins - diseño.
Ching Ching Lee - caligrafía.
Jacqui Frye - estilista de vestuario.

## Sencillos
- See You
- The Meaning of Love (solo en Europa)
- Leave in Silence (solo en Europa)

La versión de «See You» como sencillo es más corta que en el álbum. La que aparece en el álbum es una versión larga, además, la versión del sencillo en 12 pulgadas es un poco más larga aún.
«See You» fue el único sencillo del álbum que se publicó en los Estados Unidos, aunque con «The Meaning of Love» como uno de sus lados B.
La versión de «Leave in Silence» como sencillo también es más corta, tiene editada la coda.
Lados B
Los temas que originalmente quedaron fuera del álbum «A Broken Frame» y aparecieron como lados B de los sencillos fueron la canción «Now This is Fun» y los instrumentales «Oberkorn (It's a Small Town)» y «Excerpt from: My Secret Garden», compuestos también por Martin Gore.
«Now This is Fun» se incluyó en el EP de 1984 exclusivo para América People are People; «Oberkorn (It's a Small Town)» es una función electrónica que Gore compuso en Oberkorn, una población de Luxemburgo, como un intro para los conciertos de la gira Broken Frame Tour, y en su caso está disponible solo en el disco sencillo «The Meaning of Love».
La versión larga del tercero sencillamente titulada «Further Excerpts from: My Secret Garden» aparece solo en la edición en 12 pulgadas de «Leave in Silence», y se adicionó también a la versión americana de A Broken Frame.
«Excerpt from: My Secret Garden» es simplemente una versión instrumental de «My Secret Garden».

## Edición 2006
En 2006 el álbum A Broken Frame se reeditó con todo el contenido de la edición original y lados B, en ediciones para formato de SACD y DVD, como parte de la reedición de todos los álbumes anteriores a Playing the Angel de 2005.
La reedición consistió en empatar todos los álbumes previos con Playing the Angel, el cual se publicó en dos ediciones, una normal solo con el disco y otra acompañada de un DVD, y al igual que éste la reedición americana contiene el álbum A Broken Frame en CD acompañado del DVD mientras en la reedición europea aparece en formato SACD junto con el DVD, de cualquier modo el contenido en ambas ediciones es el mismo.
Adicionalmente el álbum se reeditó en su versión en CD, así como en disco de vinilo en ambos lados del mundo.

| Disco uno, SACD/CD |                            |          |  |
| N.º                | Título                     | Duración |  |
| 1.                 | «Leave in Silence»         | 4:52     |  |
| 2.                 | «My Secret Garden»         | 4:46     |  |
| 3.                 | «Monument»                 | 3:15     |  |
| 4.                 | «Nothing to Fear»          | 4:19     |  |
| 5.                 | «See You»                  | 4:35     |  |
| 6.                 | «Satellite»                | 4:43     |  |
| 7.                 | «The Meaning of Love»      | 3:07     |  |
| 8.                 | «A Photograph of You»      | 3:04     |  |
| 9.                 | «Shouldn't Have Done That» | 3:12     |  |
| 10.                | «The Sun & the Rainfall»   | 5:06     |  |

| Disco dos, DVD |                                                                             |          |  |
| N.º            | Título                                                                      | Duración |  |
| 1.             | «Depeche Mode 1982» (The Beginning of Their So-called Dark Phase)           | 27:09    |  |
| 2.             | «Leave in Silence»                                                          | 4:52     |  |
| 3.             | «My Secret Garden»                                                          | 4:46     |  |
| 4.             | «Monument»                                                                  | 3:15     |  |
| 5.             | «Nothing to Fear»                                                           | 4:19     |  |
| 6.             | «See You»                                                                   | 4:35     |  |
| 7.             | «Satellite»                                                                 | 4:43     |  |
| 8.             | «The Meaning of Love»                                                       | 3:07     |  |
| 9.             | «A Photograph of You»                                                       | 3:04     |  |
| 10.            | «Shouldn't Have Done That»                                                  | 3:12     |  |
| 11.            | «The Sun & the Rainfall»                                                    | 5:06     |  |
| 12.            | «My Secret Garden» (en vivo en Hammersmith, Londres, en octubre de 1982)    | 7:32     |  |
| 13.            | «See You» (en vivo en Hammersmith, Londres, en octubre de 1982)             | 4:10     |  |
| 14.            | «Satellite» (en vivo en Hammersmith, Londres, en octubre de 1982)           | 4:22     |  |
| 15.            | «Nothing to Fear» (en vivo en Hammersmith, Londres, en octubre de 1982)     | 4:28     |  |
| 16.            | «The Meaning of Love» (en vivo en Hammersmith, Londres, en octubre de 1982) | 3:13     |  |
| 17.            | «A Photograph of You» (en vivo en Hammersmith, Londres, en octubre de 1982) | 3:31     |  |
| 18.            | «Now This is Fun»                                                           | 3:27     |  |
| 19.            | «Oberkorn (It's a Small Town)»                                              | 4:09     |  |
| 20.            | «My Secret Garden» (Excerpt from)                                           | 3:17     |  |

En la reedición aparecen acreditadas también versiones en vivo de «Shouldn't Have Done That» y «The Sun & the Rainfall», las cuales en realidad no están presentes en el DVD. Dicho error no llegó a ser corregido.

## The 12" Singles
Es una colección iniciada en 2018, con Speak & Spell y A Broken Frame, de todos los sencillos de DM, por álbum, en estricto orden cronológico, presentados en ediciones de lujo en formato de 12 pulgadas, éstas en tres discos.
Pese a que la colección es en discos de 12 pulgadas, también se publicó y está disponible en streaming.
See You
| Lado A |                               |          |  |
| N.º    | Título                        | Duración |  |
| 1.     | «See You» (versión extendida) | 4:55     |  |

| Lado B |                                       |          |  |
| N.º    | Título                                | Duración |  |
| 1.     | «Now This is Fun» (versión extendida) | 4:47     |  |

The Meaning of Love
| Lado C |                                        |          |  |
| N.º    | Título                                 | Duración |  |
| 1.     | «The Meaning of Love» (Fairly Odd Mix) | 5:02     |  |

| Lado D |                                                  |          |  |
| N.º    | Título                                           | Duración |  |
| 1.     | «Oberkorn (It's A Small Town)» (Development Mix) | 7:41     |  |

Leave in Silence
| Lado E |                                    |          |  |
| N.º    | Título                             | Duración |  |
| 1.     | «Leave in Silence» (versión larga) | 6:29     |  |

| Lado F |                                           |          |  |
| N.º    | Título                                    | Duración |  |
| 1.     | «Further Excerpts From: My Secret Garden» | 4:22     |  |
| 2.     | «Leave in Silence» (Quieter)              | 3:45     |  |

## Datos
- El tema «Nothing to Fear» es instrumental.
- La portada de A Broken Frame, una fotografía tomada por Brian Griffin y diseñada por Martyn Atkins, fue publicada en la revista Life en 1990 considerándola como una de las mejores de la década de 1980-90.[12]
- Poco antes de la publicación del disco, el grupo había realizado la breve gira See You Tour, precisamente con motivo del éxito de la canción See You, acompañados de Alan Wilder como músico de apoyo. Fue así como llegó al grupo.
  - Muchas revistas consideran A Broken Frame como el primer álbum en el que Wilder apareció integrado al grupo, pero los créditos del disco claramente indican que no estuvo involucrado en la producción.
- Para el álbum, al verse Martin Gore con la responsabilidad de componer utilizó temas que había escrito cuando tenía apenas dieciséis años, como la propia «See You», «The Meaning of Love» y «A Photograph of You».
- Las tres últimas canciones, «A Photograph of You», «Shouldn't Have Done That» y «The Sun & the Rainfall», están continuadas entre sí como si fueran una sola pieza del álbum. Esto se repetiría en álbumes como Construction Time Again, Black Celebration e incluso Violator.
- Contrario a lo que se esperaba del disco, solo el tema «The Meaning of Love» fue un émulo del trabajo previo del grupo con Vince Clarke.
- Es el único disco del grupo en donde no hay temas cantados solo por Martin Gore.
- En la versión americana del álbum se incluyó el tema instrumental «Further Excerpts from: My Secret Garden», que inicialmente solo apareciera como lado B del sencillo «Leave in Silence» en su versión en 12 pulgadas.
- La edición americana del álbum contiene la versión larga de «Leave in Silence», que aparecía originalmente solo en el 12 pulgadas del sencillo. Esta tiene un sonido mucho más sintetizado que la versión original de la canción.

Es el primer disco en el cual Martin Gore se encargó de todas las composiciones. Poco antes de su publicación el grupo había llevado a cabo una breve gira con el primer sencillo llamada así, See You Tour, para la cual requirieron de un tecladista que tocara la indispensable parte de Vince Clarke en su aún limitado repertorio. Alan Wilder se integró al grupo para ello, sin embargo durante todo ese tiempo fue solo miembro de apoyo. Hasta que se publicó el tercer sencillo del disco, «Leave in Silence», Alan Wilder apareció ya como el cuarto miembro de Depeche Mode.
Aunque actualmente ninguno de los tres integrantes ha tenido reparos en decir que es su peor disco, muchos reconocen que presentó las características que habrían de distinguir al grupo en sus trabajos posteriores, hasta se llega a decir que es el verdadero primer disco de Depeche Mode.
Ello no es solo una forma de verlo, el disco en realidad fue de muchas maneras un segundo comienzo, contrario a lo que se esperaba la influencia de Vince Clarke quedó atrás casi por completo, solo la canción «The Meaning of Love» sonaba "a lo que él hubiera hecho", el resto fue una reorientación musical para Depeche Mode con funciones de música un poco más experimental pero sobre todo letras más tristes y melancólicas.
El problema fue precisamente el empeño en reinventar el sonido del grupo, lo cual provocó cierta inconsistencia en el disco. Desde su llegada, tiempo antes de la grabación del álbum, Alan Wilder insistía en hacer sugerencias para arreglar las canciones, pero los miembros de DM rechazaban sus ánimos de aportar más que solo su presencia en el escenario, Wilder llegaría a decir que al parecer intentaban demostrarse algo a sí mismos, y quizás con ello lo único que consiguieron fue limitarse, aun así algunos de los temas salidos del material lograron convertirse en clásicos de Depeche Mode.
Es curioso que algunas de las críticas más duras en contra del disco normalmente vengan de los mismos integrantes del grupo.
Sobre hacer una apología del álbum A Broken Frame, en realidad no es tan difícil, el álbum en muchos modos sienta las bases de lo que sería el sonido posterior del grupo como representantes del techno, más claramente con una tendencia al gótico, de hecho los álbumes Black Celebration y Violator se parecen más a A Broken Frame que a los discos que inmediatamente le siguieron.
Algunas de las canciones de A Broken Frame serían verdaderamente vergonzantes para Martin Gore, como «Satellite», «A Photograph of You» o hasta «Monument», sin embargo otras no fueron tan malas como ellos mismos considerarían. Indiscutiblemente el tema más logrado fue «See You» que en realidad fue incluido en el disco por su buena respuesta de público aunque había sido grabada desde antes y que reinventaba a Depeche Mode tras de la salida de Vince Clarke y sus composiciones melosas sin mucho interés en la lírica. Otras como «Leave in Silence» e incluso «My Secret Garden» demostraron también no ser tan malas, pero la que más llamó la atención fue «The Sun & the Rainfall» que de muchas formas es el precedente de casi toda la música posterior de Depeche Mode, con su sonido más oscuro y su dramática letra, y por lo mismo siempre quedó la duda de por qué teniendo mucho mayor potencial no la lanzaron como sencillo promocional del álbum.
Como fuera, las canciones después de unos años fueron olvidadas por Depeche Mode, solo se negaron a tocarlas de nuevo en el escenario; se dice que Alan Wilder sugirió incorporar precisamente «The Sun & the Rainfall» en los repertorios del Devotional Tour de 1993, pero los otros integrantes sencillamente la rechazaron. Fue hasta el 2005 que «Leave in Silence» se incorporó de nuevo en conciertos, en una versión acústica, como parte de los repertorios de la gira Touring the Angel del álbum Playing the Angel de ese año, ya sin Wilder en el grupo, quizás después que DM comprobó el renovado interés del público en sus primeros éxitos tras lanzar un par de colecciones de sencillos en 1998.

## Canción por canción
Leave in Silence es un tema muy tranquilo que se presentó como una función minimista dejando atrás la influencia de Vince Clarke en el grupo. La letra es un ejercicio sobre superar problemas y alcanzar soluciones a la vez que es un tanto dramática mientras se dan tiempo para hacer adicionalmente un juego de voces; aparentemente está inspirada en el abandono de Clarke. Destaca sobre todo la versión extendida, que fue la que se incluyó en la edición americana del álbum, la cual tiene una base sintética muy electro volviéndolo uno de los temas característicos del reinventado Depeche Mode.
My Secret Garden es el tema más dulce del disco. Planteada como un tema esencialmente minimista, la canción habla sobre intimidad perdida, con lo que Martin Gore seguía experimentando con las letras de sus canciones. La música consigue un extraño efecto de cuentagotas al tiempo que es melancólica y hasta burlesca; además, el tema cuenta con su propia versión instrumental, la cual es poco más dramática y rutilante, y dio forma a las exploraciones melódicas de los temas de DM sentados sobre un ritmo sintético.
Monument pretende ser el ejercicio totalmente minimista en el álbum, aunque se queda a medias y solo llega a ser un tema que parece hecho deliberadamente para aburrir. La letra aunque experimental es muy vacía, aunque ya revela cierto interés en hablar sobre esfuerzos mal recompensados, tema capital del siguiente álbum, mientras la reducida musicalización no impacta en ningún momento. Lo curioso del tema es que años después haya recibido incluso versiones de otros artistas.
Nothing to Fear como era frecuente con los músicos de Tecno de aquella época es un tema electrónico-instrumental y ciertamente es por ello de lo más logrado del álbum, sobre todo considerando que ni Martin Gore ni Andrew Fletcher tenían en ese momento verdadero dominio de un teclado. Es una función dramática y experimental que se inscribe plenamente en la tendencia Tecno de los años en los cuales surgió DM.
See You es el tema más conocido de la colección. Realizado meses antes del álbum, por sí solo generó un gira en la que se presentaba el “nuevo Depeche Mode”, como un momentáneo trío, aunque lo más importante que resultó de aquella experiencia fue la incorporación de Alan Wilder al grupo. Es una canción que ya posee todas las características que habrían de distinguir a DM en adelante; esto es mucho menos destreza en los teclados aunque inventivos para las melodías, pero sobre todo una letra más tristona y con menos concesiones, lo cual si rompió por completo con el estereotipo previo del grupo con Vince Clarke. Con See You Depeche Mode se convertía en el grupo de tecnopop con líricas tristes y oscuras, repitiendo una y otra vez Todo lo que quiero, es verte.
Satellite fue el tema más vergonzante para Martin Gore, como él mismo revelaría. Presentado como un experimento de reggae hecho de manera electrónica, la canción no es una cosa ni otra, más bien parece un tema hecho para dar sueño que solo dejaba en evidencia todas las carencias de Depeche Mode en aquella época.
The Meaning of Love es el tema verdaderamente más endeudado con el previo sonido de Depeche Mode con Vince Clarke. Es una canción compuesta por Martin Gore cuando apenas tenía 16 años, y para este álbum fue reciclada y reinterpretada con una musicalización evidentemente inspirada en el estilo de Clarke, lo cual de primera intención funciona debido a lo básico de su letra, muy lúdica y juvenil, sin embargo también va en su detrimento al tratar de emular pobremente a su anterior compositor principal.
A Photograph of You también suena al previo sonido de DM heredado de su efímera época con Vince Clarke, aunque solo en la musicalización, la letra es también producto de los años mozos de Martin Gore. Es una canción bastante simplona que pretende ser un tema triste y lo único que llama la atención es la habilidad para componer versos que tenía el compositor emergente del grupo.
Shouldn't Have Done That es por mucho el tema más experimental del álbum. Presentado como un ejercicio lírico-vocal, la música queda por completo en segundo plano, aunque se muestra como el tema arrítmico del álbum, lo cual revelaba las nuevas intenciones de Gore y compañía.
The Sun & the Rainfall fue el tema más interesante de la colección y uno de los que más influyó en adelante. Es una canción bastante dramática que además destacó por su sonido más oscuro, la letra es sobre amor y decepción, cosas irremediablemente ligadas y que ha sido uno de los temas más frecuentes de Martin Gore, mientras la música es más pesada que el resto del álbum, dándole una mayor predilección al efecto de percusión y a las voces duras de los tres integrantes de DM.
Now This is Fun es un tema de electro hecho en un movimiento sintético, con acompañamiento de los mejores elementos del género, el cual por momentos se torna dramático y en otros pareciera ser una oda al electrónico mismo, para acabar en un divertimento sintetizado, una suerte de celebración a la música misma en su forma más artificial.
Oberkorn (It's a Small Town) es un tema de inspiración más cósmica, con efectos que evocan un viaje espacial, quizás uno de los primeros que revelan cierta influencia de David Bowie o Genesis en la música de Marton Gore, hecho en un solo movimiento que discurre entre una notación suave que solo por momentos sube.

## Lista de posiciones
| Lista de canciones (1982) | Mejor posición | Certificación | Ventas     |
| ------------------------- | -------------- | ------------- | ---------- |
| Lista de álbumes alemana  | 56             |               | 350,000+   |
| Lista de álbumes sueca    | 22             |               | 35,000+    |
| UK Albums Chart           | 8              | Oro           | 200,000+   |
| US Billboard Pop Albums   | 177            |               | 400,000+   |
| Lista de canciones (2006) | Mejor posición | Certificación | Ventas     |
| Lista de álbumes francesa | 1941           |               | 100,000+   |
| Italia                    |                |               | 75,000+    |
| Holanda                   |                |               | 20,000+    |
| España                    |                |               | 50,000+    |
| Ventas en Europa          |                |               | 1,000,000+ |
| Ventas mundiales          |                |               | 2,600,000+ |

1Lista de posiciones del lanzamiento remasterizado.

## Versión de Marsheaux
En 2015, el dueto griego de música electrónica Marsheaux, tributario de DM, grabó una inusual versión completa de A Broken Frame, un caso prácticamente único de un álbum cover, canción por canción, mostrando influencias adicionales del grupo alemán And One, también tributario de DM y ello pese a ser el álbum más vilipendiado del grupo.

| A Broken Frame |                            |          |  |
| N.º            | Título                     | Duración |  |
| 1.             | «Leave in Silence»         | 5:11     |  |
| 2.             | «My Secret Garden»         | 5:05     |  |
| 3.             | «Monument»                 | 3:42     |  |
| 4.             | «Nothing to Fear»          | 5:04     |  |
| 5.             | «See You»                  | 4:30     |  |
| 6.             | «Satellite»                | 5:11     |  |
| 7.             | «The Meaning of Love»      | 3:49     |  |
| 8.             | «A Photograph of You»      | 3:25     |  |
| 9.             | «Shouldn't Have Done That» | 4:21     |  |
| 10.            | «The Sun & the Rainfall»   | 4:42     |  |

Adicionalmente, el dueto publicó el álbum también tanto en versión instrumental como en versión de ediciones extendidas de los temas, titulado An Extended Broken Frame, el cual contiene además covers de dos de los lados B del álbum original de DM.

| A Broken Frame (Instrumental) |                                           |          |  |
| N.º                           | Título                                    | Duración |  |
| 1.                            | «Leave in Silence» (instrumental)         | 5:03     |  |
| 2.                            | «My Secret Garden» (instrumental)         | 5:05     |  |
| 3.                            | «Monument» (instrumental)                 | 3:42     |  |
| 4.                            | «Nothing to Fear» (instrumental)          | 5:04     |  |
| 5.                            | «See You» (instrumental)                  | 4:30     |  |
| 6.                            | «Satellite» (instrumental)                | 5:07     |  |
| 7.                            | «The Meaning of Love» (instrumental)      | 3:48     |  |
| 8.                            | «A Photograph of You» (instrumental)      | 3:26     |  |
| 9.                            | «Shouldn't Have Done That» (instrumental) | 4:24     |  |
| 10.                           | «The Sun & the Rainfall» (instrumental)   | 4:39     |  |

| An Extended Broken Frame |                                                |          |  |
| N.º                      | Título                                         | Duración |  |
| 1.                       | «Leave in Silence» (versión extendida)         | 8:17     |  |
| 2.                       | «My Secret Garden» (versión extendida)         | 8:26     |  |
| 3.                       | «Monument» (versión extendida)                 | 5:20     |  |
| 4.                       | «Nothing to Fear» (versión extendida)          | 6:01     |  |
| 5.                       | «See You» (versión extendida)                  | 6:18     |  |
| 6.                       | «Satellite» (versión extendida)                | 5:18     |  |
| 7.                       | «The Meaning of Love» (versión extendida)      | 5:18     |  |
| 8.                       | «A Photograph of You» (versión extendida)      | 5:50     |  |
| 9.                       | «Shouldn't Have Done That» (versión extendida) | 6:34     |  |
| 10.                      | «The Sun & the Rainfall» (versión extendida)   | 7:17     |  |
| 11.                      | «Now This is Fun» (con James New)              | 4:10     |  |
| 12.                      | «Oberkorn (It's a Small Town)»                 | 4:36     |  |